# Bargème
Bargème település Franciaországban, Var megyében. Lakosainak száma 214 fő (2022. január 1.). Bargème La Martre, La Bastide, Brenon, Comps-sur-Artuby, La Roque-Esclapon és Seillans községekkel határos.

## Népesség
A település népességének változása:
| Lakosok száma | 183  | 196  | 207  | 217  | 223  | 225  | 228  | 221  | 214  |
|               | 2013 | 2015 | 2016 | 2017 | 2018 | 2019 | 2020 | 2021 | 2022 |